# 第一勸銀集團

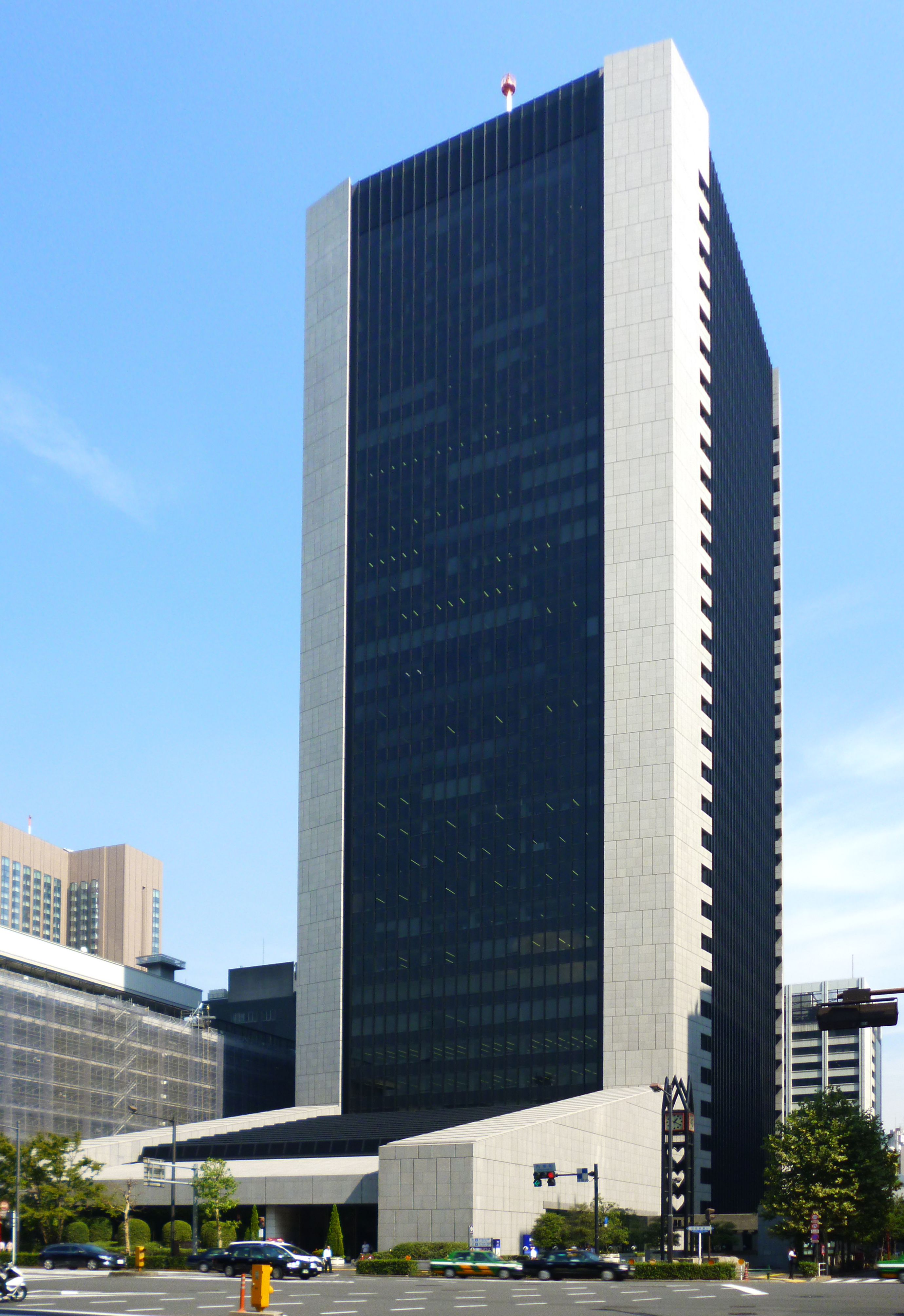
第一勸業銀行本店
（現：瑞穗銀行內幸町本部大廈）

第一勸銀集團（日语：第一勧銀グループ、だいいちかんぎんグループ）是一家以第一勸業銀行（現瑞穗銀行）為融資系列的企業集團，社長會是三金會。第一勸銀集團和芙蓉集團、三和集團並列為非三大財閥系列的企業集團，主要包括舊澀澤系、舊古河財閥、舊神戶川崎財閥、舊鈴木商店系財閥。